# Metropolia Tuguegarao
Metropolia Tuguegarao – jedna z 16 metropolii kościoła rzymskokatolickiego na Filipinach. Została ustanowiona 21 września 1974 roku.

## Diecezje
- Archidiecezja Tuguegarao
  - Diecezja Bayombong
  - Diecezja Ilagan
  - Prałatura terytorialna Batanes

## Metropolici
- Teodulfo Sabugal Domingo (1957-1986)
- Diosdado Aenlle Talamayan (1986-2011)
- Sergio Lasam Utleg (2011-2019)
- Ricardo Lingan Baccay (od 2019)